# Inquietudine (film 1938)
Inquietudine è un film del 1938 diretto da Gustaf Molander.